# (19314) Nakamuratetsu
(19314) Nakamuratetsu est un astéroïde de la ceinture principale découvert en 1996.

## Description
(19314) Nakamuratetsu a été découvert le 7 novembre 1996 à l'observatoire de Kitami, situé à l'est d'Hokkaidō (Japon), par Kin Endate et Kazuro Watanabe.

### Caractéristiques orbitales
L'orbite de cet astéroïde est caractérisée par un demi-grand axe de 2,69 UA, un périhélie de 2,18 UA, une excentricité de 0,19 et une inclinaison de 13,47° par rapport à l'écliptique. Du fait de ces caractéristiques, à savoir un demi-grand axe compris entre 2 et 3,2 UA et un périhélie supérieur à 1,666 UA, il est classé, selon la JPL Small-Body Database, comme objet de la ceinture principale.

### Caractéristiques physiques
(19314) Nakamuratetsu a une magnitude absolue (H) de 13,6 et un albédo estimé à 0,227.